# كيفن ليما
كيفن ليما (بالإنجليزية: Kevin Lima)‏ (و. 1962  م) هو مخرج أفلام، وكاتب سيناريو، ومحرك صور متحركة، ومصمم شخصيات ‏، وconcept artist ‏ أمريكي، ولد في بوتكيت.

## التعليم
تعلم في معهد كاليفورنيا للفنون.

## جوائز
حصل على جوائز منها:
- جائزة نقابة المخرجين الأمريكيين.

## وصلات خارجية
- كيفن ليما على موقع IMDb (الإنجليزية)
- كيفن ليما على موقع ميتاكريتيك (الإنجليزية)
- كيفن ليما على موقع ألو سيني (الفرنسية)
- كيفن ليما على موقع أول موفي (الإنجليزية)
- كيفن ليما على موقع قاعدة بيانات برودواي على الإنترنت (الإنجليزية)
- كيفن ليما على موقع قاعدة بيانات الأفلام السويدية (السويدية)
- كيفن ليما على موقع إن إن دي بي (الإنجليزية)
- كيفن ليما على موقع قاعدة بيانات الفيلم (الإنجليزية)
- كيفن ليما على موقع كينوبويسك (الروسية)